# Oticon
Die Oticon A/S  ist ein dänischer Hersteller von Hörgeräten. Eine deutsche Niederlassung wurde 1969 in Hamburg als GmbH gegründet.

## Geschichte
Die Oticon A/S wurde im Jahr 1904 von Hans Jørgen Demant in Dänemark als Importfirma für  Hörgeräte aus den USA gegründet. Nach seinem Tod übernahm sein Sohn William Demant die Geschäfte.
1946 kam das erste in Dänemark gefertigte Hörgerät, das Oticon TA, auf den Markt. In den 1960er Jahren gründete Oticon die ersten Dependancen in Europa und Übersee, die Oticon GmbH wurde 1969 gegründet.
Unter dem Dach der William Demant Holding vereinigen sich mittlerweile mehrere spezialisierte Anbieter audiologischer Produkte. Neben den Oticon-Geräten  zählen hierzu die Hörgeräte-Marke „Bernafon“, die Hersteller diagnostischer Instrumente „Maico Diagnostics“ und „Interacoustics“ sowie die Anbieter drahtloser und digitaler Kommunikationslösungen Sennheiser und PhonicEar.
Heute ist das Unternehmen eines der weltweit größten Hersteller digitaler Hörsysteme mit über 7.000 Mitarbeitern in mehr als 100 Ländern.

## Produkte
Bis in die 1990er Jahre basierten die Oticon-Hörgeräte auf einer analogen Technologie, dann wurde auf digitale Technologie umgestellt. Weitere Neuerungen, wie vollautomatische Modelle und digitale Verstärker, hielten Einzug in das Angebotsprogramm. Im Jahr 2007 kamen die ersten binauralen Hörsysteme von Oticon auf den Markt, die per Wireless-Technologie miteinander kommunizieren und eine Einheit bilden.

## Forschung und Entwicklung
Im Jahr 1977 gründete Oticon das Forschungszentrum „Eriksholm“ in Snekkersten / Dänemark. Hier arbeiten Wissenschaftler aus verschiedenen Ländern mit etwa 1.000 Probanden zusammen, um das Wissen über das Hören zu vertiefen.